# Pierre Oléron
Pierre Oléron, né le 4 octobre 1915 à Belfort et mort le 22 avril 1995 à Meudon, est un psychologue français connu pour ses travaux sur l’intelligence.
Professeur à la Faculté des lettres et sciences humaines de La Sorbonne, puis à l’université René-Descartes (Paris V), il a présidé en 1963-1964 la Société française de psychologie.

## Publications
- Les sourds-muets, Paris, PUF, coll. « Que sais-je ? » (no 444), 1950.
- Les composantes de l'intelligence d'après les recherches factorielles, Paris, PUF, 1957.
- L'éducation des enfants physiquement handicapés, Paris, PUF, 1961.
- Les activités intellectuelles, Paris, PUF, 1964.
- L'intelligence, Paris, PUF, coll. « Que sais-je ? » (no 210), 1974.
- Le raisonnement, Paris, PUF, coll. « Que sais-je ? » (no 1671), 1977.
- Langage et développement mental, Bruxelles, Mardaga, 1978.
- L'Argumentation, Paris, PUF, coll. « Que sais-je ? » (n° 2087), 1983.
- L'intelligence de l'homme, Paris, Armand Colin, 1989.

## Sources
- Janine Beaudichon, « Hommage au Pr Pierre Oléron », Enfance, vol. 48,‎ 1995, p. 451-453 (lire en ligne).
- Françoise Parot et Marc Richelle, Psychologues de langue française : Autobiographies, Paris, PUF, 1972, 360 p. (ISBN 2-13-044521-7), p. 135-159.